# Escuela de Bagui
La Escuela de Bagui es una escuela de etnología, antropología e historia fundada por Guangxi en República Popular China, comprende un grupo bastante grande de investigadores, principalmente académicos de Zhuang, que incluía como miembros destacados a Huang Xian Fan Huang Zeng Qing, Ban Xiou Wen, Li Guo Zhu, Li Gan Fen, Huang Shao Qing, Qin Cai Luan, Qin Nai Chang, Qin Sheng Min, Pan Qixu,Huang Han Jin,Zeng Chao Xion y Qin De Qing.

## Breve introducción
Estos historiador y antropólogo de Zhuang, al intentar resolver algunos problemas, desarrollaron un notable número de ideas y planes, que incluyen:
- Historia y cultura Zhuang de introducir
- Libros antiguos Zhuang de acabado
- Idioma y popularidad Zhuang de texto
- Estudio Zhuang de promoción
- El establecimiento de teoría de sistemas Estudio Zhuang
- Amplio estudio de campo llevado a cabo
- Museo Zhuang de creación
- Culturales de protección Zhuang de propiedad
- Promoción de pueblo Zhuang del despertar[1]

Estas ideas y planes se han completado por el miembro de las escuelas. La escuela de Bagui también hizo contribuciones en el campo de la arqueología y médicos.

## Publicaciones
Escuela de Bagui existe un número considerable de publicaciones, que incluyen:
- Huang Xian Fan, Historia Breve de los Zhuang. Nanning: Editorial Popular Guangxi,1957.
- Huang Xian Fan, Nong Zhi Gao. Nanning:Editorial Popular Guangxi,1983. ISBN 11113-41.
- Zhou Zongxian, Etnias de Investigación del Sur. Nanning: Editorial Etnias Guangxi,1986.
- Ou Yang Ruoxiou, Zhou Zuo Qiou, Huang Shao Qing, Historia Literaria de los Zhuang(tres volúmenes). Nanning:Editorial Popular Guangxi,1986. (enlace roto disponible en Internet Archive; véase el historial, la primera versión y la última).
- Huang Xian Fan, Huang Zeng Qing, Zhang Yi Ming, Historia General de los Zhuang. Nanning: Editorial Etnias Guangxi,1988. ISBN 7-5363-0422-6/K·13
- Pan Ji Xiu, Mercado Canciones Ppopulares Zhuang de Estudio. Nanning: Editorial Popular Guangxi,1991.
- Qiou Zen Xen, Ttótem Zhuang de Estudio. Nanning: Editorial Educación Guangxi,1996.
- Qin Sheng Min, Nacional Cultura Zhuang-tailandés de Estudio (5 volumes). Nanning: Editorial Popular Guangxi, 2003.
- Zeng Chao Xiong, Origen Civilización Zhuang de Estudio. Nanning:Editorial Popular Guangxi,2005.ISBN：7-2190-5286-3.
- Qin Cai Luan,Qin Nai Chang, Pangu País y Mito. Pekín: Editorial Etnias,2007.ISBN 978-7-105-08439-5.
- Huang Xian Fan, Gan Wen Jie, Gan Wen Hao. Biografía Crítica de Wei Baqun.Guilin: Editorial Universidad Normal de Guangxi, 2008. ISBN 978-7-5633-7656-8.[2]